# والتر کوهن
والتر کوهن (به آلمانی: Walter Kohn)‏ (زاده ۹ مارس ۱۹۲۳ - درگذشته ۱۹ آوریل ۲۰۱۶) فیزیکدان نظری آمریکایی زادهٔ اتریش بود. در سال ۱۹۹۸ او با جان پاپل
«برای توسعه قضیه‌های هوهنبرگ-کوهن» موفق به دریافت جایزه نوبل شیمی شد.